# Fossiles de Bitter Springs
Le gisement fossilifère de Bitter Springs est un lagerstätte datant du Précambrien situé au centre de l'Australie, dans le Territoire du Nord. Des micro-organismes (bactéries et autres) y sont préservés sous forme de silice. Son mode de préservation particulier a disparu à la fin du Précambrien avec l'apparition des organismes silicifiants.

## Mode de préservation type de Bitter Springs
La mode de préservation type de Bitter Springs est un type de fossilisation qui conserve des micro-organismes sous forme de silice, dans les eaux peu profondes du Précambrien.

## Processustaphonomiques
La silice s'est formée très rapidement autour des organismes avant même que leurs cellules ne s'effondrent sous leurs propres poids ; suffisamment solide pour supporter de grandes pressions, elle a ainsi préservé des détails tridimensionnels même après la diagenèse. Les tapis bactériens ont servi de nucléii de précipitation pour la silice.

## Occurrence
Ce mode de préservation est uniquement présent au Précambrien, et restreint aux eaux peu profondes ou à la zone de marées.
Après le Précambrien tardif, des organismes comme les éponges ont commencé à extraire la silice des océans afin de construire leurs tests, ce qui fait que les océans ne furent plus jamais sursaturés en silice (liée à l'évaporation).

## Contraintes
La présence des tapis microbiens et des eaux sursaturées nécessaires à la formation de ce type de dépôts ne permettaient pas la survie de grands organismes eucaryotes dans ces régions : les fossiles conservés sont donc majoritairement ceux de bactéries.